# František Wolff
František Wolff (1. prosince 1728 Praha – 17. ledna 1781 Praha) byl český jezuita.

## Život
Narodil se v Praze 1. prosince 1728. Do jezuitského řádu byl přijat 14. října 1743. Šestnáct let přednášel filozofii a teologii v Olomouci. Byl autorem komentáře k Písmu svatému. Po zrušení řádu roku 1773 nedoufal v další uplatnění na univerzitní půdě a žádal o faru. V roce 1774
sice odešel do svého rodiště – Prahy, kde byl pouze zpovědníkem, ale později se mu
dostalo satisfakce: v roce 1782 je uváděn jako rada brněnského biskupa.

## Dílo

### Tisky
- Abhandlungen von den Grundsätzen der Wahrheit. 1760.
- Commentarium in Sacram Scripturam. Olomucii, 1767.

### Rukopisy
- Exercitationes Scholasticae Ex Institutionibus Philosophicis R. P. Casp. Sagner S. J. desumptae Adjectis, ubi visum e, nonullis notis & Declarationibus dictatae A R. P. Francisco Wolff Societatis Jesu Philos. Profes. Reg. Publ. Ord. et Exam. In Universitate Olomucensi S. J. 1760. Tři svazky uložené v MZK pod signaturou RKP-0048.014.[2]